# Los Cerritos, Hidalgo
Los Cerritos är en ort i Mexiko.   Den ligger i kommunen Nopala de Villagrán och delstaten Hidalgo, i den sydöstra delen av landet, 110 km nordväst om huvudstaden Mexico City. Los Cerritos ligger 2 536 meter över havet och antalet invånare är 330.
Terrängen runt Los Cerritos är huvudsakligen kuperad, men åt sydost är den platt. Runt Los Cerritos är det ganska glesbefolkat, med 42 invånare per kvadratkilometer. Närmaste större samhälle är Nopala de Villagran, 2,0 km väster om Los Cerritos. I omgivningarna runt Los Cerritos växer huvudsakligen savannskog.